# 구암고등학교 (대구)
구암고등학교(鳩岩高等學校)는 대한민국 대구광역시 북구 구암동에 있는 공립 고등학교이다.

## 학교 연혁
- 1997년 2월 25일 : 학교 설립 인가(남ㆍ녀공학 36학급)
- 1997년 3월 1일 : 초대 김윤동 교장 취임
- 1997년 3월 3일 : 제1회 입학식 (481명 남 4학급, 여 8학급)
- 1997년 5월 19일 : 개교기념일 제정
- 1998년 10월 29일 : 하키부 창단
- 2000년 2월 10일 : 제1회 졸업식(483명)
- 2005년 11월 30일 : 멀티도서실 완공
- 2005년 12월 10일 : 다목적 강당 완공
- 2010년 2월 15일 : 2010 교육과학기술부 지정 자율형공립고등학교
- 2011년 2월 28일 : 현대식 독서실 리모델링 설치
- 2012년 9월 17일 : 기숙사(가온학사) 개사
- 2018년 9월 1일 : 제8대 조이영 교장 취임
- 2021년 12월 30일 : 제23회 졸업식(282명, 졸업생 누계 9,124명)

## 참고 자료
- 구암고등학교 - 한국교육학술정보원 학교알리미